# All People’s Republican Party
Die All People’s Republican Party (APRP) war eine politische Partei in Ghana.
Sie wurde 1969 im Zuge des Demokratisierungsprozesses während der Militärherrschaft des National Liberation Council, anlässlich der am 29. August 1969 stattfindenden ersten Wahlen in der zweiten ghanaischen Republik gegründet.

## Geschichte
Die APRP erreichte bei den Wahlen 1969 einen von insgesamt 140 Sitzen der Nationalversammlung (National Assembley) also etwa 1,8 Prozent aller Wählerstimmen. Über ihre Rolle in der Nationalversammlung übte die APRP einen Einfluss einer Oppositionspartei auf die Regierung unter Premierminister Kofi Abrefa Busia aus. Die Regierung unter Busia wurde am 13. Januar 1972 durch den zweiten Militärputsch in Ghana durch Col. Ignatius Kutu Acheampong abgelöst.
Acheampong setzte die Verfassung Ghanas aus und erließ ein allgemeines Parteienverbot, dem sich auch die APRP beugen musste. Die APRP wurde im Januar 1972 aufgelöst.